# Illa Long (Nunavut)
Illa Long  o Long Island és una de les moltes illes àrtiques canadenques deshabitades a la regió de Qikiqtaaluk, Nunavut. Es troba a la Badia de Hudson davant de la costa del Quebec a 54°52'N 79°25'W, i té una àrea de 168 km².